# أندريه روسو
أندريه روسو هو سياسي كندي، ولد في 12 يناير 1911 في سان لامبرت في كندا، وتوفي في 17 سبتمبر 2002 في كندا. حزبياً، نشط في حزب كيبيك الليبرالي. وقد انتخب عضو الجمعية الوطنية في كيبك ‏.